# テン
テン（貂、黄鼬、Martes melampus）は、哺乳綱食肉目イタチ科テン属に分類される食肉類。標準和名ニホンテン。

## 分布
日本固有種と考えられている。後述するように朝鮮半島での記録があるが、標本の信頼性は疑わしいとする説もある。

## 形態
体長（頭胴長）44–55センチメートル。尾長17–23センチメートル。体重0.9–1.5キログラム。

## 分類
本種やアメリカテン、クロテン、マツテンを1種にまとめる説もある。これらの4種は全北区テン類と呼ばれ、近縁であるムナジロテンとともに真正テン類としてまとめられる。
3亜種に分けられるが、亜種コウライテンは捕獲例が2例あるのみ。
Martes melampus melampus (Wagner, 1840) ホンドテン Japanese marten
日本（本州、四国、九州）固有亜種。北海道（南部）、佐渡島へ移入。
夏季は毛衣が赤褐色や暗褐色で、顔や四肢の毛衣は黒、喉から胸部が橙色、尾の先端が白い（夏毛）。冬毛は毛衣が赤褐色や暗褐色で頭部が灰白色（スステン）か、毛衣が黄色や黄褐色で頭部が白い（キテン）。
スステンM. m. bedfordi Thomas, 1905はシノニムとされる。
Martes melampus tsuensis (Thomas, 1897) ツシマテン Tsusima marten
日本（対馬）固有亜種
喉から胸部に不規則な黒い斑紋が入る。夏毛は毛衣が褐色で、頭部や顔は濃褐色、喉から胸部が赤や赤褐色、黄褐色、四肢は黒い。冬毛は毛衣が褐色、頭部が汚白色、顔や四肢は黒褐色、喉から胸部が淡褐色や黄褐色。
Martes melampus coreensis Kuroda & Mori, 1923 コウライテン、コウライキテン Korean marten
朝鮮半島（？）
模式産地は大韓民国（忠清南道天安市）。
冬毛は毛衣が黄色で、頭部の白色部が後頭部に達する。
原記載に用いられた2標本のうち模式標本は1945年に空襲で焼失したと考えられており、参考標本は1923年に英国自然史博物館に所蔵されている。
原記載以外での本亜種の記録は、韓国（1957年）での1例を除いて1960年代に北朝鮮から報告されている。

## 生態

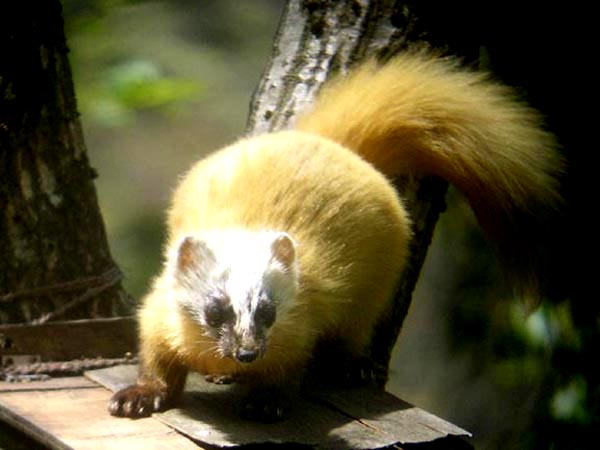
神奈川県・丹沢で撮影（2007年）

低山地から亜高山帯針葉樹林にかけて生息する。単独で生活する。亜種ツシマテンは70ヘクタールの行動圏内で生活する。岩の隙間や樹洞を巣にする。
陸上生態系では上位に位置。食性は雑食で、昆虫、甲殻類、小型哺乳類、鳥類、爬虫類、両生類、果実（マタタビ、ヤマグワなど）などを食べる。
繁殖形態は胎生。夏季に交尾を行う。4-5月に樹洞内の巣で1回に2-4頭（亜種ツシマテンは1回に1-2頭の幼獣を産むと考えられている）の幼獣を産む。

## 人間との関係
亜種ツシマテンは開発による生息地の破壊、交通事故、ノイヌや猟犬による捕食などにより生息数が減少していると考えられている。肉は美味であるとされる。日本では1971年に亜種ツシマテンが国の天然記念物に指定されている。
M. m. tsuensis　ツシマテン
準絶滅危惧（NT）（環境省レッドリスト）

### 伝承

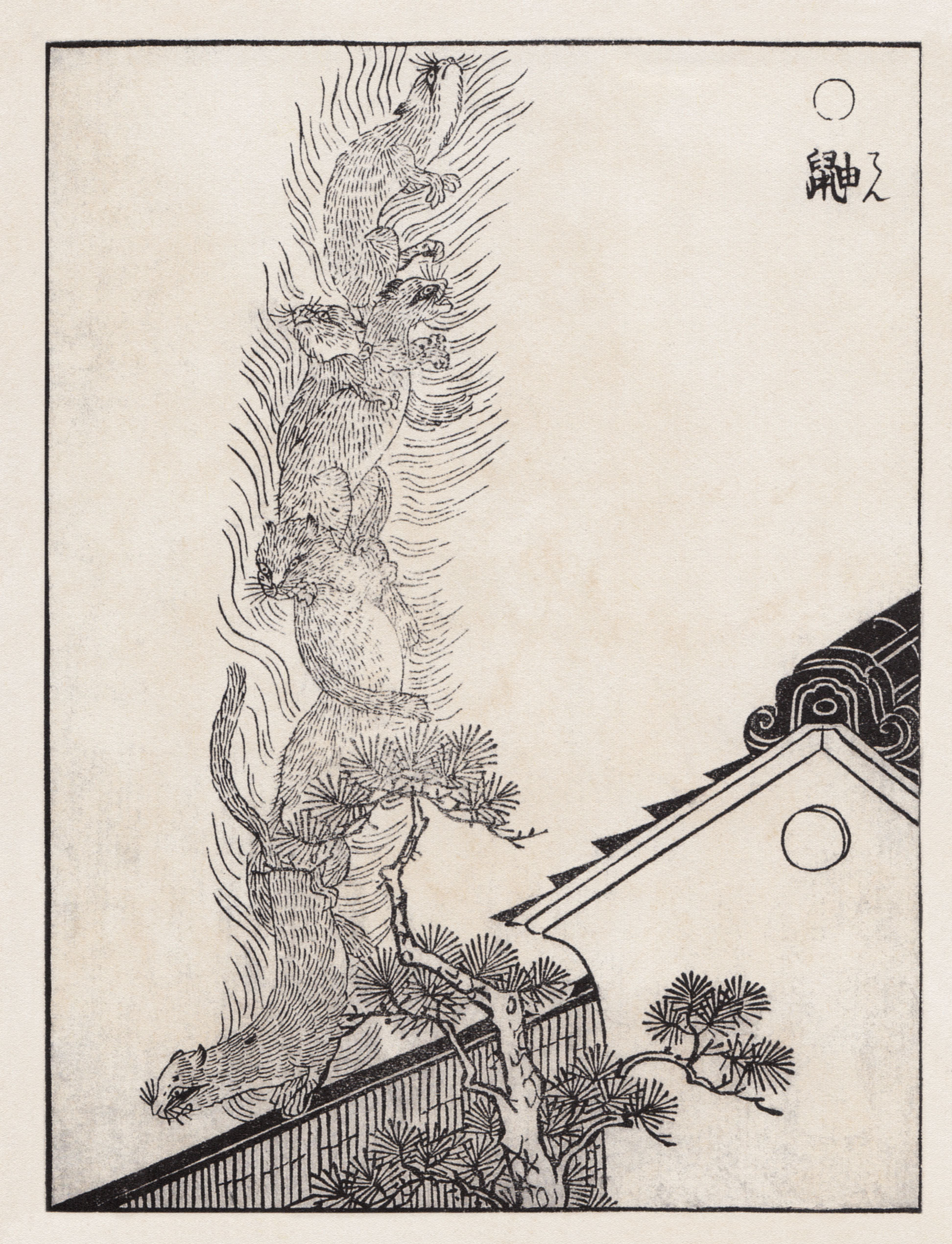
鳥山石燕『画図百鬼夜行』より「鼬」（てん）

妖怪
三重県伊賀地方では「狐七化け、狸八化け、貂九化け」といい、テンはキツネやタヌキを上回る変化能力を持つという伝承がある。秋田県や石川県では目の前をテンが横切ると縁起が悪いといい（イタチにも同様の伝承がある）、広島県ではテンを殺すと火難に遭うという。福島県ではテンはヘコ、フチカリ、コモノ、ハヤなどと呼ばれ、雪崩による死亡者が化けたものといわれた。
鳥山石燕の妖怪画集『画図百鬼夜行』には「鼬」と題した絵が描かれているが、読みは「いたち」ではなく「てん」であり、イタチが数百歳を経て魔力を持つ妖怪となったものがテンとされている。画図では数匹のテンが梯子上に絡み合って火柱を成しており、このような姿に絡み合ったテンが家のそばに現れると、その家は火災に遭うとして恐れられていた。
雷獣の正体として挙げられることもある。
その他
奈良県奈良市の正倉院に伝来する正倉院宝物には、虹龍（こうりゅう）というテンのミイラがある。ミイラとして納入されたのか、正倉院に侵入してミイラ化したのかも不明だが、足利義満が拝観した伝承があり、この時に雨が降ったため虹龍の検開の時には必ず雨が降るという伝承がある。『満済准后日記』には、足利義教の一行が宝庫で「龍の日干」を観たと記録され、2008年（平成20年）の公開時にも雨が降った。
キテンの毛皮は特に優れていて、最高級とされる。そのため、「テン獲りは二人で行くな」ということわざが猟師に伝わっている。高価で売れるので、一方がもう一方を殺しかねないという意味である。